# دوورف نيون رينبو فيش
دوورف نيون رينبو فيش (الإسم العلمي:Melanotaenia Praecox) هو نوع من الأسماك في أسرة Melanotaeniidae، المعروفة أيضاً باسم قوس قزح النيون. تستوطن في نهر مامبيرامو في شمال إيريان الغربية في غنيا الجديدة في أندونيسيا.

## التكاثر
تضع الإناث البالغة التي تم إطعامها بشكل جيد كميات كبيرة من البيض فوق حشيشة جافا. فإذا تم إطعام السمك الكبير جيداً ـ من هذا النوع ـ فيمكنك ترك البيض والسمك الصغير في الحوض ذاته. ولكن، إذا تركت الأنواع الأخرى من السمك في الحوض، ثم بنقل البيض إلى حوض آخر حيث يمكن أن تأكل الأسماك الأخرى الأسماك الصغيرة فور فقس البيض. لا تظهر الألوان الزرقاء المميزة لهذه السمكة إلا عندما يبلغ طولها 2.5سم (1 بوصة).